# Kundby
Kundby is een plaats in de Deense regio Seeland, gemeente Holbæk, en telt 712 inwoners (2008).